# Yūichirō Momose
Yūichirō Momose (百瀬 祐一郎 Momose Yūichirō?) es un productor de animación, guionista y novelista japonés.

## Historia
Se graduó de la Bunka Fukusō Gakuin. Con deseo de entrar de alguna manera en la casa de modas que le gustaba, obtuvo una entrevista y, a finales de 2005, ingresó a la empresa, comenzando su carrera en la industria de la moda, donde trabajó durante tres años en ventas.
Más tarde, quiso ingresar a Ufotable, pero no había ofertas de empleo disponibles. Después de ser rechazado en otra empresa, revisó nuevamente el sitio web de Ufotable y descubrió una oferta de trabajo a medio tiempo en el Ufotable Cafe. Trabajó allí durante aproximadamente 10 meses y, tras hacerse cercano a un productor de Ufotable, fue asignado como asistente de producción en el episodio 2 de Fate/Zero. Al finalizar ese proyecto, Momose, quien siempre había querido escribir novelas desde su tiempo en la industria de la moda, comenzó a escribir novelas mientras continuaba trabajando como asistente de producción.
Posteriormente, dejó la empresa y, por casualidad, conoció a un editor en un bar, lo que le llevó a comenzar seriamente a escribir novelas. Luego, un amigo de sus días en la Bunka Fukusō Gakuin le presentó a una casa de modas, y se unió a la empresa como empleado de tiempo completo, donde trabajó durante tres años.
A finales de 2015, comenzó a escribir All Job the World, que sería su debut como novelista, y renunció a la empresa. Cuando intentaba dedicarse por completo a la escritura, un amigo lo presentó al estudio de anime NAZ. Allí, trabajó como productor, responsable de la composición de la serie y guionista en Hajimete no Gal. Eligió este proyecto porque el presidente de NAZ, Yasuo Suda, le entregó tres obras originales, y como le gustaban las comedias románticas y el personaje principal era una gyaru, pensó que sería más fácil desarrollar la historia si él mismo se encargaba de la estructura de la serie.
En septiembre de 2017, hizo su debut como novelista con All Job the World (publicado por Fujimi Fantasia Bunko). Ese mismo mes, comenzó a trabajar en el proyecto Hypnosis Mic: Division Rap Battle, donde se encargó de la creación del mundo y el diseño de los personajes.
Menciona al director de anime Takayuki Hirao como su mentor, y Momose ha dicho: 'Si no fuera por el director Hirao, no habría podido hacer mi trabajo'.

## Trabajos

### Anime

#### Series de televisión
| Año  | Anime                                                                 | Estudio                       | Funciones                                                                                      | Refs.         |
| ---- | --------------------------------------------------------------------- | ----------------------------- | ---------------------------------------------------------------------------------------------- | ------------- |
| 2011 | Fate/Zero                                                             | Ufotable                      | Asistente de producción (#2-3, 13)                                                             | [ 1 ] [ 3 ]   |
| 2017 | Hajimete no Gal                                                       | NAZ                           | Composición de la serie Guionista (#1-2, 5-6, 9-10) Productor de animación                     | [ 4 ]         |
| 2018 | Ore ga Suki nano wa Imōto dakedo Imōto ja nai                         | NAZ                           | Composición de la serie Guionista (#1-5, 8-10)                                                 | [ 5 ] [ 6 ]   |
| 2019 | Africa no Salaryman                                                   | HOTZIPANG                     | Composición de la serie Guionista (#1-12)                                                      | [ 7 ]         |
| 2020 | Infinite Dendrogram                                                   | NAZ                           | Composición de la serie Guionista (#1-13)                                                      | [ 8 ]         |
| 2020 | Magatsu Wahrheit: Zuerst                                              | Yokohama Animation Laboratory | Composición de la serie Guionista (#3-5, 9-10)                                                 | [ 9 ]         |
| 2020 | Hypnosis Mic: Division Rap Battle - Rhyme Anima                       | A-1 Pictures                  | Configuración de personajes originales Configuración del diseño del mundo Guionista (#1, 4, 9) |               |
| 2021 | Kumo desu ga, Nani ka?                                                | Millepensee                   | Composición de la serie Guionista (#1-2, 4, 6, 8, 11-13, 15, 18, 20, 24)                       | [ 10 ]        |
| 2022 | Hoshi no Samidare                                                     | NAZ                           | Composición de la serie Guionista (#1-18, 21-24)                                               | [ 11 ]        |
| 2023 | Rokudō no Onna-tachi                                                  | Satelight                     | Composición de la serie Guionista (#1-12)                                                      | [ 12 ]        |
| 2023 | Bōkensha ni Naritai to Miyako ni Deteitta Musume ga S-rank ni Natteta | Typhoon Graphics              | Composición de la serie Guionista (#1-3, 5, 7-8, 10, 12-13)                                    | [ 13 ] [ 14 ] |
| 2024 | Majo to Yajū                                                          | Yokohama Animation Laboratory | Composición de la serie Guionista (#1-12)                                                      | [ 15 ]        |
| 2024 | Maō 2099                                                              | J.C.Staff                     | Composición de la serie Guionista (#1-12)                                                      | [ 16 ]        |

#### Películas
| Año  | Anime                                   | Estudio          | Funciones | Refs.  |
| ---- | --------------------------------------- | ---------------- | --------- | ------ |
| 2025 | Hypnosis Mic: Division Rap Battle Movie | Polygon Pictures | Guionista | [ 17 ] |

#### ONAs
| Año  | Anime               | Estudio | Funciones                                         | Refs.  |
| ---- | ------------------- | ------- | ------------------------------------------------- | ------ |
| 2022 | Thermae Romae Novae | NAZ     | Composición de la serie Guionista (#1-4, 6-9, 11) | [ 18 ] |

#### OVAs
| Año  | Anime                                  | Estudio  | Funciones                                                | Refs.  |
| ---- | -------------------------------------- | -------- | -------------------------------------------------------- | ------ |
| 2012 | Minori Scramble!                       | Ufotable | Asistente de producción                                  | [ 19 ] |
| 2017 | Hajimete no Gall: Hajimete no Bunkasai | NAZ      | Composición de la serie Guionista Productor de animación | [ 20 ] |

### Novelas ligeras
- All Job the World (オール・ジョブ・ザ・ワールド Ōru Jobu za Wārudo?) (publicada por Fujimi Fantasia Bunko; ilustraciones de Suzuhito Yasuda; 2017–2018)

### Manga
- Hypnosis Mic: Before the Battle - The Dirty Dawg (ヒプノシスマイク -Before the Battle- The Dirty Dawg Hipunoshisu Maiku -Before the Battle- The Dirty Dawg?) (serializada en Shōnen Magazine Edge; ilustraciones de Rui Karasuzuki; 2018–2020)[21]
- Hypnosis Mic: Division Rap Battle - side B.B & M.T.C (ヒプノシスマイク -Division Rap Battle- side B.B & M.T.C Hipunoshisu Maiku -Division Rap Battle- side B.B & M.T.C?) (serializada en Monthly Shōnen Sirius; ilustraciones de Tetsuji Kanie; 2018–2020)[22]
- Hypnosis Mic: Division Rap Battle - side F.P & M (ヒプノシスマイク -Division Rap Battle- side F.P & M Hipunoshisu Maiku -Division Rap Battle- side F.P & M?) (serializada en Comic ZERO-SUM; ilustraciones de Kiiko Jō; 2018–2020)[23]
- Hypnosis Mic: Division Rap Battle - side D.H & B.A.T (ヒプノシスマイク -Division Rap Battle- side D.H & B.A.T Hipunoshisu Maiku -Division Rap Battle- side D.H & B.A.T?) (serializada en Magazine Pocket; ilustraciones de Kikō Aiba; 2020–2021)[24]
- This Is It!: Seisaku Shinkō Shinonome Jirō (THIS IS IT! 制作進行東雲次郎?) (serializada en Comic Newtype; ilustraciones de Sekihiko Inui; 2020–2021)[25]
- Hypnosis Mic: Division Rap Battle - side B.B & M.T.C+ (ヒプノシスマイク -Division Rap Battle- side B.B & M.T.C＋ Hipunoshisu Maiku -Division Rap Battle- side B.B & M.T.C＋?) (serializada en Monthly Shōnen Sirius; ilustraciones de Umamisaurus; 2020–2024)[26]
- Hypnosis Mic: Division Rap Battle - side F.P & M+ (ヒプノシスマイク -Division Rap Battle- side F.P & M+ Hipunoshisu Maiku -Division Rap Battle- side F.P & M+?) (serializada en Comic ZERO-SUM; ilustraciones de Kiiko Jō; 2020–2023)[27]
- Hypnosis Mic: Before the Battle - Dawn of Divisions (ヒプノシスマイク -Before the Battle- Dawn of Divisions Hipunoshisu Maiku -Before the Battle- Dawn of Divisions?) (serializada en Shōnen Magazine Edge; ilustraciones de Rui Karasuzuki; 2020–2022)[28]
- Hypnosis Mic: Division Rap Battle - side D.H. & B.A.T+ (ヒプノシスマイク -Division Rap Battle- side D.H. vs B.A.T+ Hipunoshisu Maiku -Division Rap Battle- side D.H. vs B.A.T+?) (serializada en Shōnen Magazine Edge; ilustraciones de calamarium; 2022–presente)[29]